# Ameland Airport Ballum
Ameland Airport Ballum (ICAO: EHAL) is een vliegveld gelegen bij Ballum op Ameland. Het vliegveld ligt in het westelijk gedeelte van het eiland Ameland. Het luchtverkeer kan gebruikmaken van een grasbaan van 860 x 30 meter. Wanneer er veel water op de baan staat, wordt soms de parallelle taxibaan Bravo gebruikt. Op het vliegveld wordt een aantal zakelijke en bedrijfsvluchten afgehandeld, maar er vinden voornamelijk recreatieve vluchten plaats zoals rondvluchten en valschermvluchten. Het vliegveld is in de zomermaanden dagelijks geopend, in het najaar is de openstelling dagelijks of op verzoek.
Naast het normale gebruik dient het vliegveld ook als landingsplaats voor de ambulancehelikopter (Medic01) of voor de traumahelikopter, hiervoor beschikt het vliegveld over een verlichte landingsplaats. Tot 1 januari 2015 werd deze taak uitgevoerd door helikopters van het 303 Search and Rescue Squadron op Vliegbasis Leeuwarden. Dit verzorgde zoek- en reddingsacties en tevens het ambulancevervoer naar de Waddeneilanden behalve Texel.

## Geschiedenis
In 1929 schrijft de KLM een brief aan de gemeente Ameland. Het zou goed zijn voor de ontwikkeling van Ameland als badplaats en het zou Ameland uit zijn isolement kunnen verlossen als er een vliegveld werd aangelegd. Tussen 1929 en 1938 onderzoekt de gemeente met medewerking van Rijkswaterstaat de mogelijkheden en tracht de gronden te verwerven. Door de oorlog liggen de activiteiten stil. In augustus 1945 dringt ook Defensie aan op een vliegveld.
In december 1945 starten 51 vrijwilligers uit Ballum onder leiding van de gemeente met de aanleg van het vliegveld te Ballum. Met medewerking van de Heidemaatschappij komt het vliegveld tot stand. Op 13 mei 1957 wijst de minister van Verkeer en Waterstaat het terrein aan als luchtvaartterrein.

## Gebruik van de luchthaven
Het vliegveld Ameland wordt geëxploiteerd door de gemeente Ameland. Het rijk is noch bestuurlijk, noch financieel bij het luchtvaartterrein betrokken.
Voor luchthavens met (geluids-)zones moet volgens artikel 28 van de Luchtvaartwet een commissie milieuhygiëne worden ingesteld. Deze commissie wordt ook wel de commissie 28 genoemd naar het betreffende artikel in de Luchtvaartwet. De commissie heeft als belangrijkste taak de Minister gevraagd en ongevraagd te adviseren over de desbetreffende luchthaven.

### Aanwijzingsbesluit
Op grond van de Luchtvaartwet is het luchtvaartterrein door de Minister van Verkeer en Waterstaat aangewezen bij beschikking op 26 april 1996. Naar aanleiding van de uitspraak van de Raad van State van 12 december 2001 moest er een nieuw besluit op bezwaar genomen worden voor de geluidszone. De aanwijzing is daarna onherroepelijk geworden.
Ameland airport is aangewezen als openbaar nationaal luchtvaartterrein in de ICAO categorie 2B. Dit wil zeggen dat er vliegtuigen mogen worden afgehandeld die een spanwijdte tot maximaal 24 meter hebben en/of een wielbasis tot maximaal 6 meter hebben. Tegenwoordig vinden er 5500 vliegbewegingen (start of landing) plaats per jaar. Het vliegveld mag rechtstreeks worden aangevlogen vanuit landen die de Verdragen van Schengen hebben ondertekend. Het aanvliegen dient bij voorkeur te gebeuren via twee corridors over de Waddenzee, een via Harlingen en een in de richting van Dokkum.

## Voorzieningen

### Banen

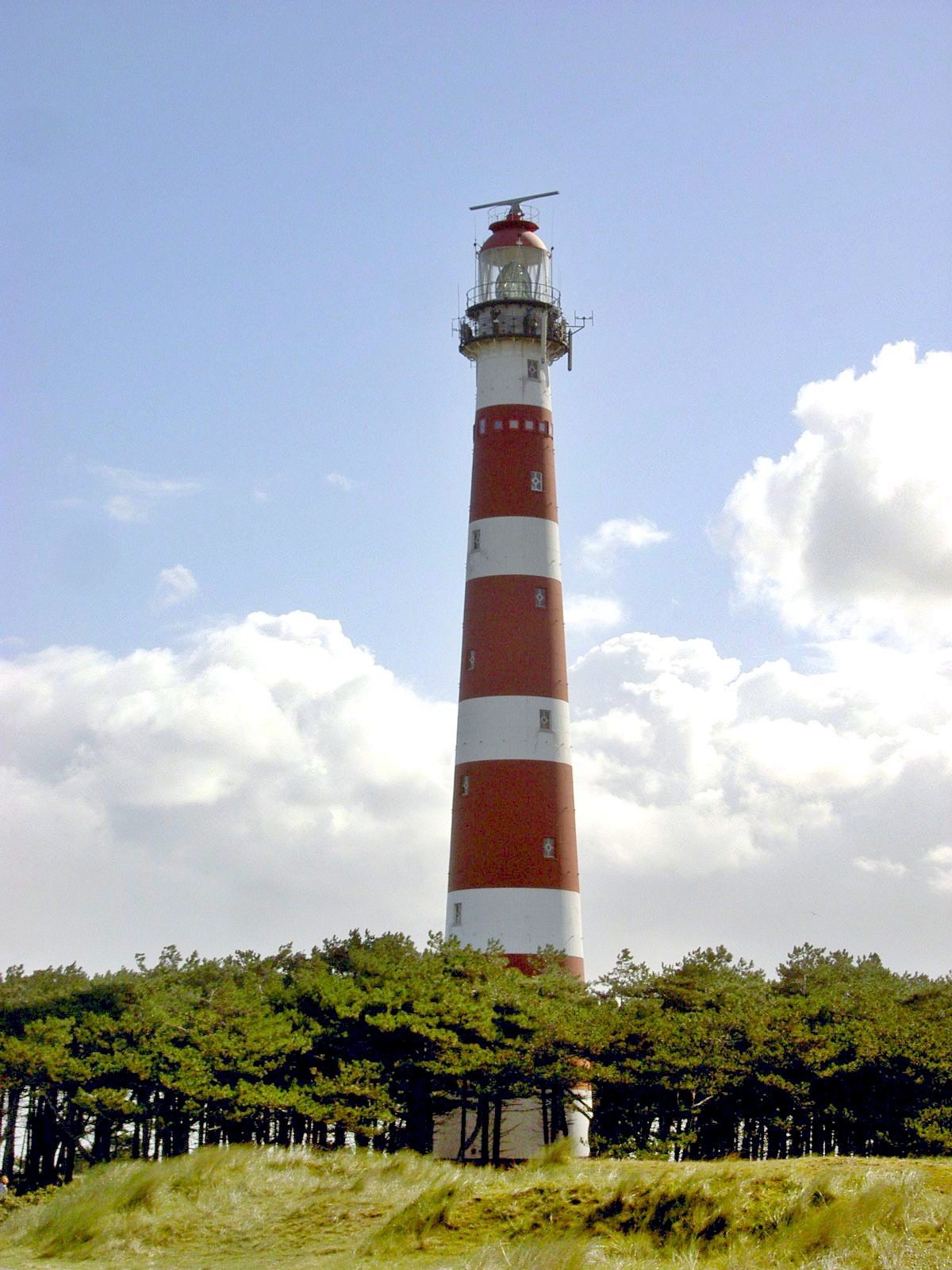
De vuurtoren: zichtmerk ten westen van het vliegveld

Vliegveld Ameland beschikt over de volgende start- en landingsbaan:
- Baan 08-26: lengte 860 meter (grasbaan)

### Communicatie
Ameland Radio: 118,355 
Op dit kanaal wordt informatie verstrekt door de havendienst aan vliegtuigen over de in gebruik zijnde baan en het te vliegen verkeerscircuit en eventuele andere relevante informatie. Er wordt geen verkeersleiding gegeven.

## Zonnepark
Op het zuidwestelijk deel van het vliegveld is een zonnepark aangelegd, met de aanleg is in 2015 begonnen. Daar zijn 23.000 panelen geïnstalleerd, die het park een vermogen geven van 6 megawatt.
Het zonnepark werd op 23 juni 2016 in gebruik genomen. Ameland wekt nu de stroom voor al haar ruim 1500 huishoudens grotendeels zelf op.
Het terrein van het zonnepark is formeel gescheiden van het luchthaventerrein en maakt daardoor geen deel meer uit van het vliegveld.

## Trivia
- 1961: Sinberg Luchtvaartbedrijf verwierf vergunning voor het uitvoeren van lijndiensten tussen o.a. Eelde en Ameland.
- 1974: Een deel van de opnamen voor de speelfilm Dakota vond plaats op vliegveld Ballum.
- Op 17 december 2003 heeft Frank Versteegh een geslaagde poging gedaan om op één dag alle 25 vliegvelden van Nederland met zijn vliegtuig aan te doen. Deze recordpoging was in het kader van 100 jaar luchtvaart en is opgenomen in het Guinness Book of Records.[3]
- Op 23 juni 2007 werd er ter gelegenheid van het 50 jarige bestaan van het vliegveld een vliegshow gegeven. De organisatie sloot het vliegfeest af met een financieel tekort.